# Народно-социалистическая партия, Непал
Народно-социалистическая партия, Непал (сокр. НСП-Н; непальск. जनता समाजवादी पार्टी, नेपाल, Джаната Самаджбади Парти Непал) — пятая по величине политическая партия в Непале, идеологически находящаяся на умеренно левом фланге между коммунистическими партиями и центристским Непальским конгрессом.
Располагая 20 из 275 мест в нижней Палате представителей и 2 из 59 мест в верхней палате (Национальном собрании), партия является пятой по величине политической партией в Федеральном парламенте после КПН (ОМЛ), Непальского конгресса, КПН (Маоистский центр) и КПН (Единой социалистической).
Народно-социалистическая партия стала результатом недавнего (2020) объединения Социалистической партии, Непал (Самаджбади Парти, учреждённой в 2019 году Федеральным социалистическим форумом Упендры Ядава и Партией новых сил Бабурама Бхаттараи) и Национальной народной партии, Непал (Растрия Джаната Парти Непал, образованной в 2017 года из ряда меньших политсил, опирающихся на проживающие в тераях народности мадхеси).
НСП-Н использует флаг бывшей Социалистической партии и предвыборный символ бывшей Национальной народной партии.
На сегодняшний день Народно-социалистическая партия Непала является младшим союзником в правительстве Деуба.

## История
Национальная народная партия (ННПН) явилась результатом слияния шести партий мадхеси 21 апреля 2017 года. Эти шесть партий входили в состав Объединённого демократического фронта мадхеси вместе с Федеральным социалистическим форумом, Непал (ФСФН). Объединившись в ННПН, они вместе с Федеральным социалистическим форумом объявили об избирательном союзе на местных и парламентских выборах в Непале 2017 года. Альянс получил большинство в провинциальном собрании провинции № 2 и впоследствии сформировал коалиционное правительство в провинции, где главным министром стал лидер ФСФН Мохаммад Лалбабу Раут, а спикером провинции — Сародж Кумар Ядав из ННПН. Две партии также провели неофициальные переговоры о слиянии с некоторыми другими региональными политическими силами.
6 мая 2019 года Федеральный социалистический форум в Непале объединился с Партией новых сил (Ная Шакти Парти, Непал) во главе с бывшим премьер-министром Бабурамом Бхаттараи, образовав Социалистическую партию, Непал. Две партии ранее совместно участвовали в местных выборах 2017 года с надеждой на последующее объединение. Новая партия также объявила, что ведёт переговоры с ННПН.

### Формирование НСП-Н
Национальная народная и Социалистическая партии Непала на протяжении 2019 года продолжала переговоры, но находились в подвешенном состоянии из-за ряда вопросов, включая отказ Соцпартии от дальнейшей поддержки правительства Кхадги Прасада Шармы Оли. Социалистическая партия окончательно покинула правительство 24 декабря 2019 года после того, как премьер-министр отклонил её предложения о поправках к конституции. Надежды на объединение потерпели еще один удар, когда ННПН объявила об избирательном союзе с правящей Непальской коммунистической партией Непала на выборах в Национальное собрание 2020 года. 
Переговоры об объединении длились до начала 2020 года, при этом вопросы разделения власти и руководства новой партией по-прежнему становились камнем преткновения для обеих сторон. Однако они наконец вышли из тупика 23 апреля 2020 года, достигнув соглашения о слиянии всего через два дня после постановления правительства о внесении поправок в Закон о политических партиях. Новая Народно-социалистическая партия была официально зарегистрирована в Избирательной комиссии 9 июля 2020 года.
Новая партия включила обе ключевые мадхесийские силы — Социалистическую партию во главе с Бабурамом Бхаттараи и Упендрой Ядавом и Национальную народную партию, возглавляемую президиумом (Махантха Тхакур, Раджендра Махатао, Шарат Сингх Бхандари, Анил Кумар Джха, Махендра Рая Ядав и Радж Кишор Ядав).

## Расколы
После роспуска парламента партия в течение года разделилась на две фракции (что не является чем-то новым для мадхесийских партий Непала). К 27 июля 2021 года партия официально разделилась на две части, а именно:

#### Фракция Маханты Тхакура
В эту фракцию входили в основном выходцы из социал-демократических и мадхесийских партий (и никто — из коммунистических). Так, Махатха Тхакур и Сарат Сингх Бхандари имели опыт работы в Непальском конгрессе, а Анил Джха и Раджендра Махато — в Непал Садбхавана Парти, которая также была демократической партией, основанной в тераях в 1990-х годах. В августе 2021 года после реформы закона о расколе политических партий фракция Тхакура зарегистрировала Народно-социалистическую партию, Непал (демократическую).

#### Фракция Упендры Ядава
Эта фракция также не является чисто социалистической. Упендра Ядав, Ашок Рай и Раджендра Прасад Шрестха состояли в Коммунистической партии Непала (объединённой марксистско-ленинской), а Бабурам Бхаттараи был идеологом Коммунистической партии Непала (маоистской). Таким образом, люди коммунистического происхождения имеют здесь явное большинство, хотя присутствуют и выходцы из других партий, в том числе Мригендра Сингх Ядав, Радж Кишор Ядав, Маниш Суман и Навал Кишор Сах Суди.

### Итог
В конечном итоге, фракция Упендры Ядава получила контроль над партией, и фракция Маханты Тхакура была вынуждена регистрировать собственную партию заново.
Второй раскол с момента образования НСП-Н произошёл в декабре 2021 года, когда влиятельный лидер Решам Лал Чаудхари сформировал Гражданскую демократическую социалистическую партию. Этот раскол вызвал землетрясение в партийной организации, главным образом в провинции Судурпаштин.

## Идеология
Партия придерживается социалистической ориентации и выступает за федерализм, основанный на идентичности, и инклюзивный парламент. Они также поддерживают более децентрализованную структуру власти, гарантирующую больше полномочий провинциальным и местным органам. Партия хочет реализовать соглашения, окончившие гражданскую войну в Непале, и требования различных движений коренных народов страны.

## Представительство в органах власти

### Федеральный парламент
| парламент                        | Лидер парламентской фракции | Пратинидхи Сабха | Растрия Сабха |
| -------------------------------- | --------------------------- | ---------------- | ------------- |
| 1-й федеральный парламент Непала | Упендра Ядав                | 21 из 275        | 2 из 59       |

### Провинциальные собрания
| Провинция | Провинция № 1 | Провинция № 2 | Гандаки | Лумбини | Судурпаштин |
| --------- | ------------- | ------------- | ------- | ------- | ----------- |
| Места     | 3 из 93       | 39 из 107     | 2 из 60 | 4 из 87 | 2 из 53     |

## Провинциальные правительства
| Провинция | Главный министр       | Портрет | избирательный округ |
| --------- | --------------------- | ------- | ------------------- |
| Мадхеш    | Мохаммад Лалбабу Раут |         | Парса 1(B)          |